# Brasilien i olympiska sommarspelen 1968
Brasilien deltog med 76 deltagare vid de olympiska sommarspelen 1968 i Mexico City. Totalt vann de en silvermedalj och två bronsmedaljer.

## Medaljer

### Silver
- Nelson Prudêncio - Friidrott, tresteg.

### Brons
- Servílio de Oliveira - Boxning, flugvikt.
- Reinaldo Conrad och Burkhard Cordes - Segling, flygande Holländare.